# Nederlands regeringstoestel

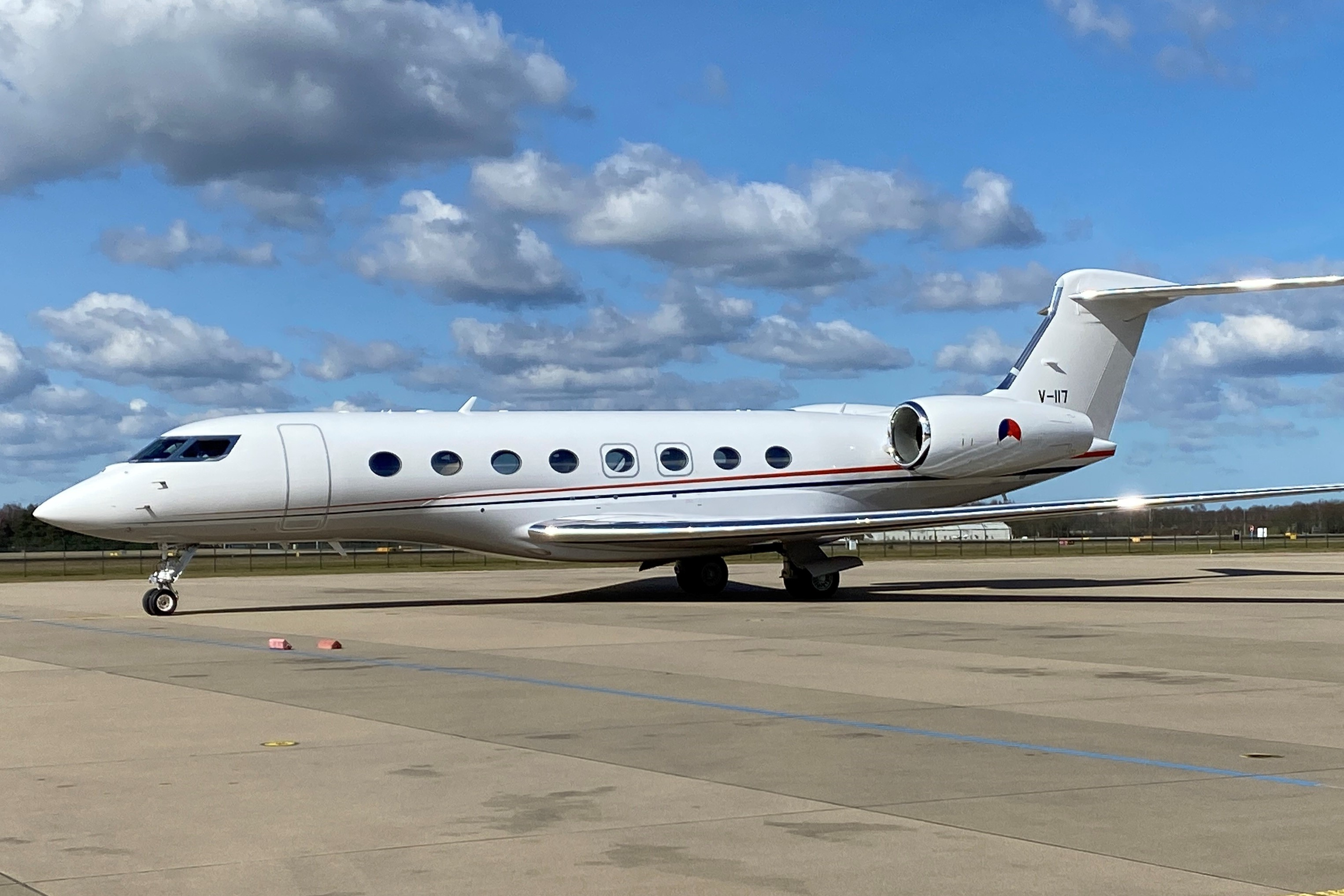
De V-117 van de Koninklijke Luchtmacht op Vliegbasis Eindhoven in 2023.

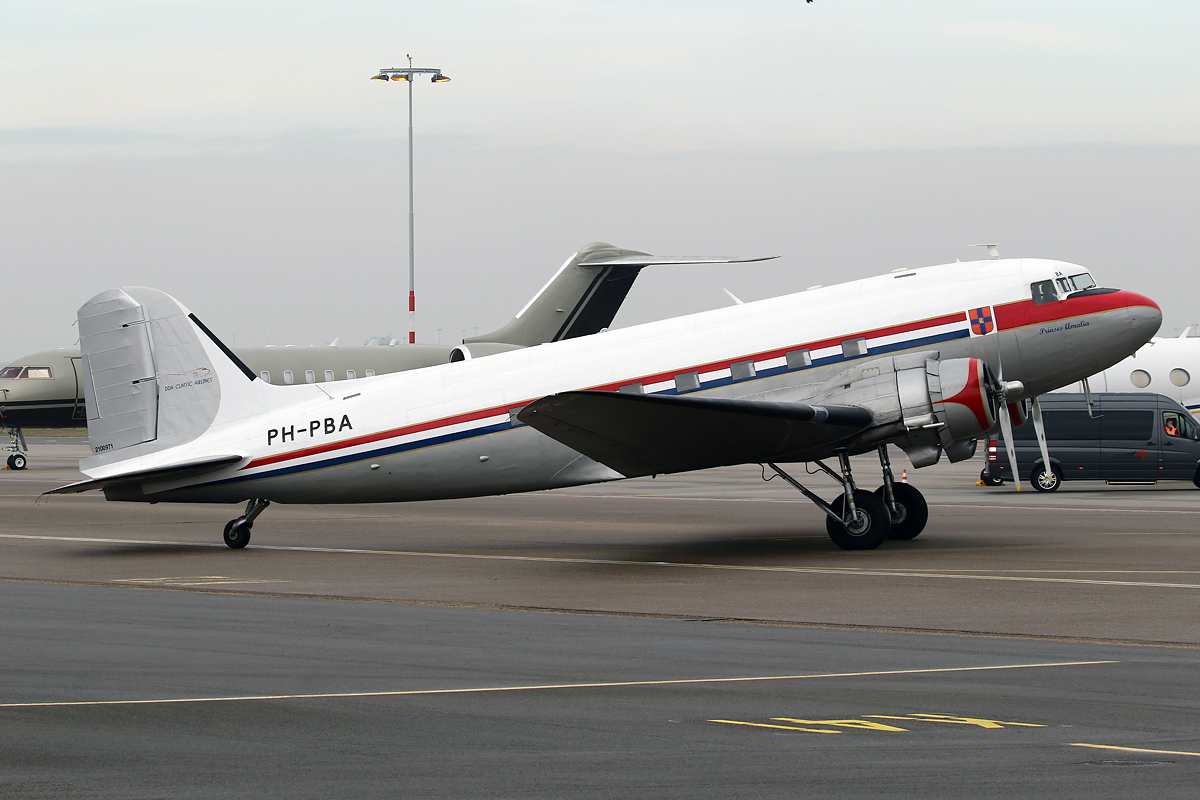
De PH-PBA op Schiphol (foto uit 2018, na restauratie van het vliegtuig).

Het Nederlands regeringstoestel is een vliegtuig voor het vervoer van leden van het Nederlands Koninklijk Huis en Nederlandse regeringsfunctionarissen, zoals de premier en andere ministers.
Het huidige regeringstoestel (sinds 2019) is een Boeing 737 BBJ (Boeing Business Jet) met registratie PH-GOV. Het wordt gevlogen door piloten van de KLM. Ook koning Willem-Alexander, die in het verleden een opleiding tot piloot heeft gevolgd, vliegt er regelmatig in.
Daarnaast beschikte de Koninklijke Luchtmacht sinds 1996 over een Gulfstream IV met registratie V-11, speciaal voor het vervoer van militaire en civiele autoriteiten, waaronder ministers. In 2023 is dit vliegtuig vervangen door een Gulfstream G650ER met registratie V-117.

## Geschiedenis

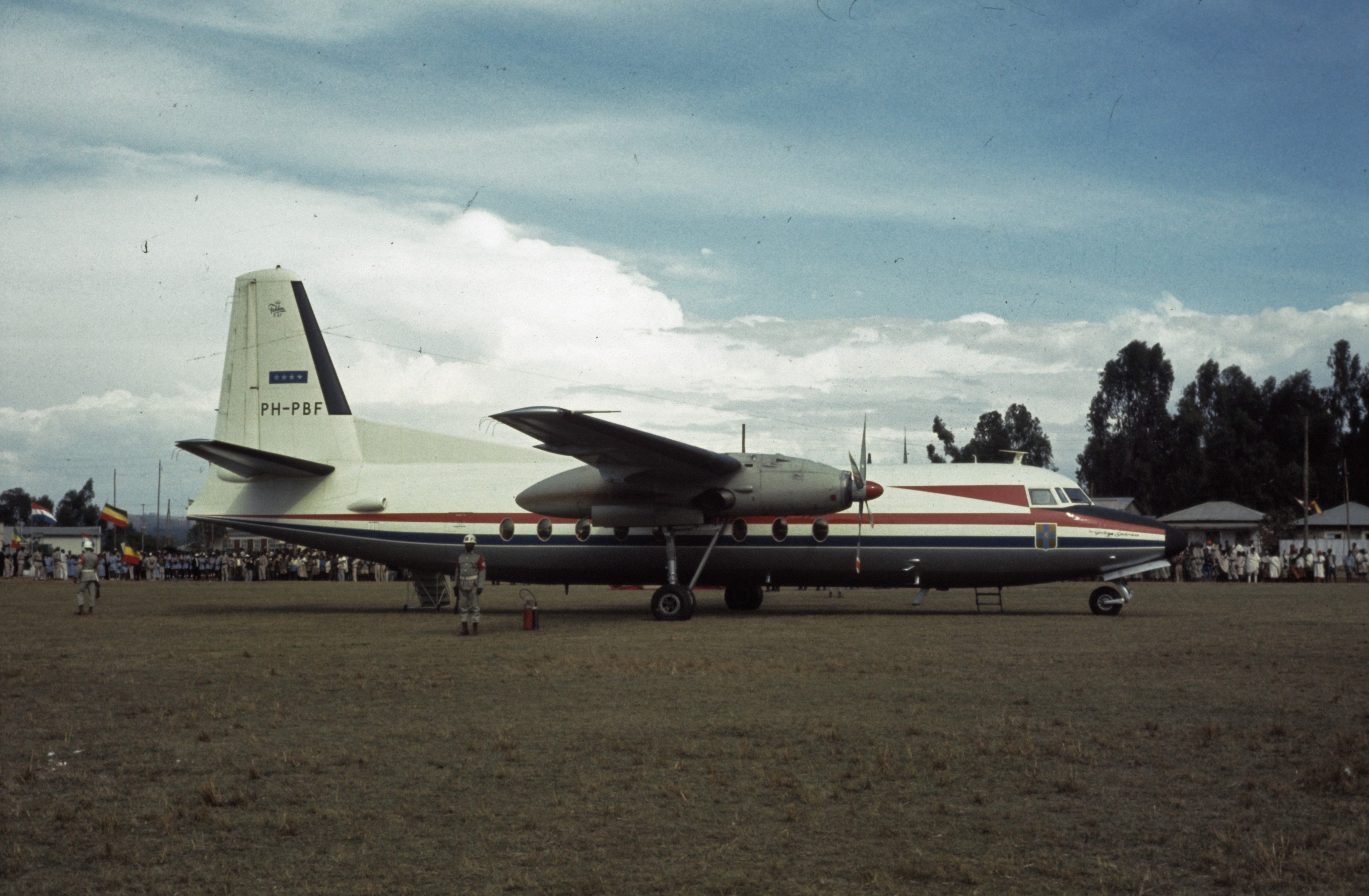
De PH-PBF tijdens een bezoek aan Ethiopië (1969).

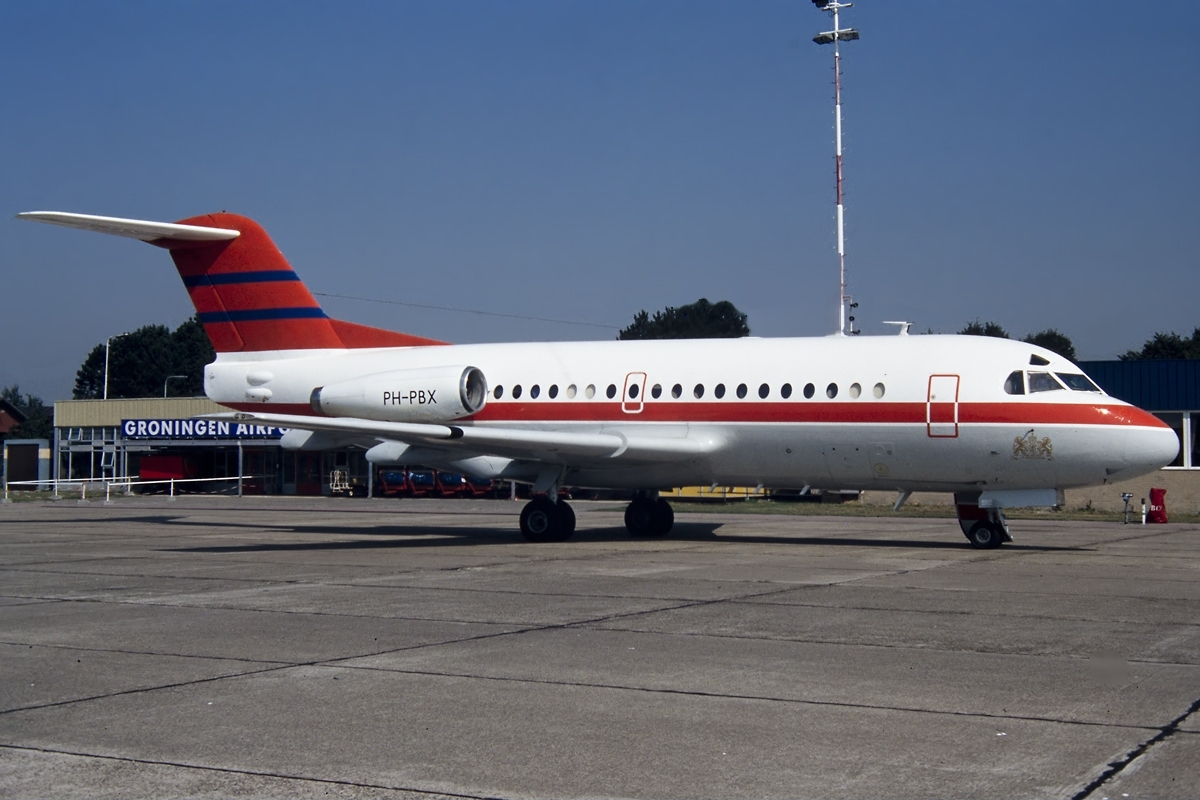
Het regeringstoestel PH-PBX in 1992, een Fokker F28.

### PH-PBA (1946-1961)
In 1946 kocht prins Bernhard voor 50.000 dollar een Douglas DC-3 van het Amerikaanse leger, die was ingezet bij de bevrijding van Europa. Het toestel werd als PH-PBA (Prins Bernhard Alpha) geregistreerd. Het heeft tot 1961 dienst gedaan als regeringstoestel, en bleef nog tot 1975 vliegen om navigatiesystemen te testen. Daarna werd het tentoongesteld in Aviodrome. In 1996 werd het weer vliegklaar gemaakt. In december 2010 kreeg het de naam Prinses Amalia.

### PH-PBF (1961-1972)
De Fokker F27 PH-PBF (Prins Bernhards Friendship) was het eerste regeringstoestel van eigen bodem; de eerste van drie Fokkers op rij. Het vliegtuig kostte 2 miljoen gulden, en was vernoemd naar Gerben Sonderman. Aan boord waren drie ruimtes: een passagierscabine voor zes personen, een lounge met twee banken voor acht passagiers en een bar aan een zijwand, en het staatsievertrek, met fauteuils. De vier zetels hier konden worden samengevoegd tot twee bedden. Het toestel werd, net als zijn voorganger, onderhouden door de Koninklijke Luchtmacht. Het werd in 1972 vervangen.
Op 4 november 1976 verongelukte het toestel, ondertussen eigendom van de Indonesische maatschappij Bali International Air Service, tijdens een storm op het eiland Kalimantan. Van de 38 inzittenden kwamen er 29 om het leven.

### PH-PBX (1972-1996)
De PH-PBX (Prinses BeatriX) was een Fokker F28. Dit was het eerste Nederlandse regeringsvliegtuig met straalmotoren. Het kostte 16,5 miljoen gulden, en werd door Martinair onderhouden. In 1985 werden bij een renovatie draaifauteuils en inklaptafels geïnstalleerd. Omdat het niet meer voldeed aan de geluidsnormen en milieueisen werd het in 1996 vervangen door een Fokker 70.
Het werd verkocht aan de Indonesische vliegtuigmaatschappij Rajawali Air, en werd in 2007 naar Zuid-Afrika verkocht, waar het in 2017 te koop werd aangeboden.

### PH-KBX (1996-2017)
De Fokker 70 Executive Jet met registratie PH-KBX (Koningin BeatriX) werd geregistreerd in augustus 1995 op naam van Fokker Aircraft BV en maakte zijn eerste vlucht op 13 september 1995.

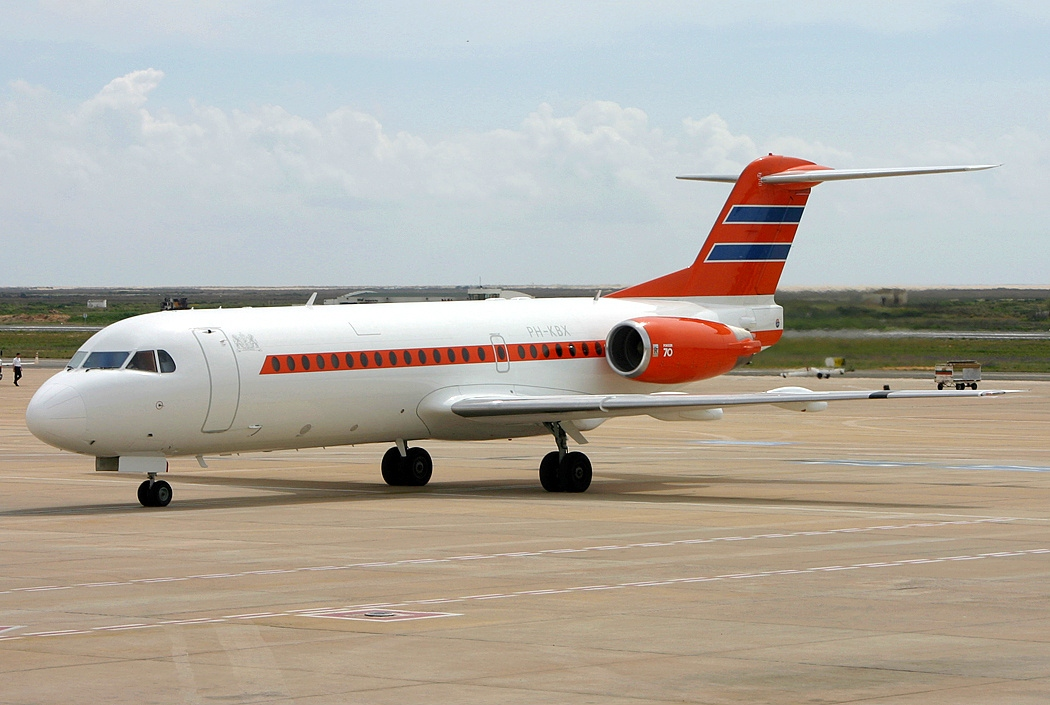
De Fokker 70 PH-KBX verving in 1996 de Fokker F28 en was in gebruik tot 2017.

Nadat de PH-KBX voorzien was van een vip-interieur werd het toestel op 12 maart 1996 overgedragen aan de Nederlandse regering. Het vliegtuig beschikte over twee Rolls Royce Tay 620-15-motoren en had als serienummer 11547. Naast een vip-room, beschikte het over een stafkamer en een dienstruimte. Bovendien was er een kamertje voor moderne communicatiemiddelen als fax en satelliettelefoon. Na een renovatie in 2010 kon men vanuit het toestel ook internetten, en e-mail verzenden.
Het regeringsvliegtuig Fokker 70 stond doorgaans in hangar nummer 73 op Schiphol-Oost. Sinds de sluiting van Vliegkamp Valkenburg in 2006 vertrokken de passagiers meestal vanaf de Luchthaven Schiphol.
Het toestel werd aanvankelijk door Martinair onderhouden, maar vanaf 2006 door KLM Cityhopper. Omdat KLM de Fokker-toestellen afstootte viel de expertise bij KLM weg. Daarom werd besloten een nieuw regeringstoestel aan te schaffen, hoewel het toestel nog niet was verouderd. Het werd verkocht aan Alliance Airlines en vertrok op 3 augustus 2017 naar de nieuwe eigenaar in Australië.
In 2024 werd het vliegtuig aangekocht door Kris Bleyenberg, waarna het in juli 2024 terugkeerde naar Woensdrecht, hier was in 2017 afscheid genomen van het toestel. Na een opknapbeurt werd het vliegtuig weer verkocht en ging nu naar het Keniaanse bedrijf Skyward Express. Het behoudt het bestaande interieur en uiterlijk (wit met oranje en blauwe strepen) en gaat (weer) dienst door voor het vervoer van vip's.

### 9H-BBJ (2018-2019)
Van februari 2018 tot augustus 2019 tussen de verkoop van de PH-KBX en de ingebruikname van de PH-GOV werd een Boeing 737 BBJ met registratie 9H-BBJ gehuurd bij het verhuurbedrijf Privajet op Malta.

### PH-GOV (2019-heden)
In april 2017 kondigde de Nederlandse regering aan dat de Fokker 70 in 2019 zou worden vervangen door een Boeing 737 BBJ (Boeing Business Jet). Het toestel heeft de registratie PH-GOV, waarin 'GOV' staat voor 'government' (regering). Het toestel biedt, in businessuitvoering, plaats aan 24 passagiers. Het interieur van het toestel is in opdracht van Boeing gemaakt door Fokker Technologies. Het vliegtuig heeft een groter bereik dan de Fokker 70 en kan zonder tussenlanding vliegen naar de overzeese gebiedsdelen van Nederland. Daarom is de 737-700 uitgerust met vleugels van het type -800, met een grotere brandstoftank.
Op 15 mei 2018 landde de Boeing 737 BBJ met registratie PH-GOV voor het eerst in Nederland. Het toestel landde op vliegbasis Woensdrecht nadat de buitenkant van het vliegtuig in de Tsjechische stad Ostrava was overgespoten. Het interieur bestaat uit voorin zes stoelen, middenin acht stoelen rond tafels en achterin twaalf stoelen in rijen. Het toestel heeft een douche, twee satelliettelefoons en wifi.

Het vliegtuig wordt gebruikt door het koningshuis en leden van het kabinet. Koning en koningin krijgen voorrang, gevolgd door de premier en zo verder. Prinses Beatrix is de laatste in de rij.
In september–oktober 2022 bleek uit onderzoek van RTL Nieuws dat Nederlandse ministers, staatssecretarissen en het koningspaar Willem-Alexander en Máxima steeds vaker korte vluchten maakten met het Nederlands regeringsvliegtuig, privévliegtuigen of commerciële lijnvluchten (een stijging van 38% vergeleken met 2019), terwijl dit haaks stond op het regeerakkoord van januari 2022 om korte vluchten juist te ontmoedigen.